# Sudões
Sudões ou Sudãos (às vezes também chamados de "dois Sudãos" ou "dois Sudões") são termos utilizados para designar uma região da África que inclui o Sudão e o Sudão do Sul, países que anteriormente constituíram o mesmo Estado.

## Geografia

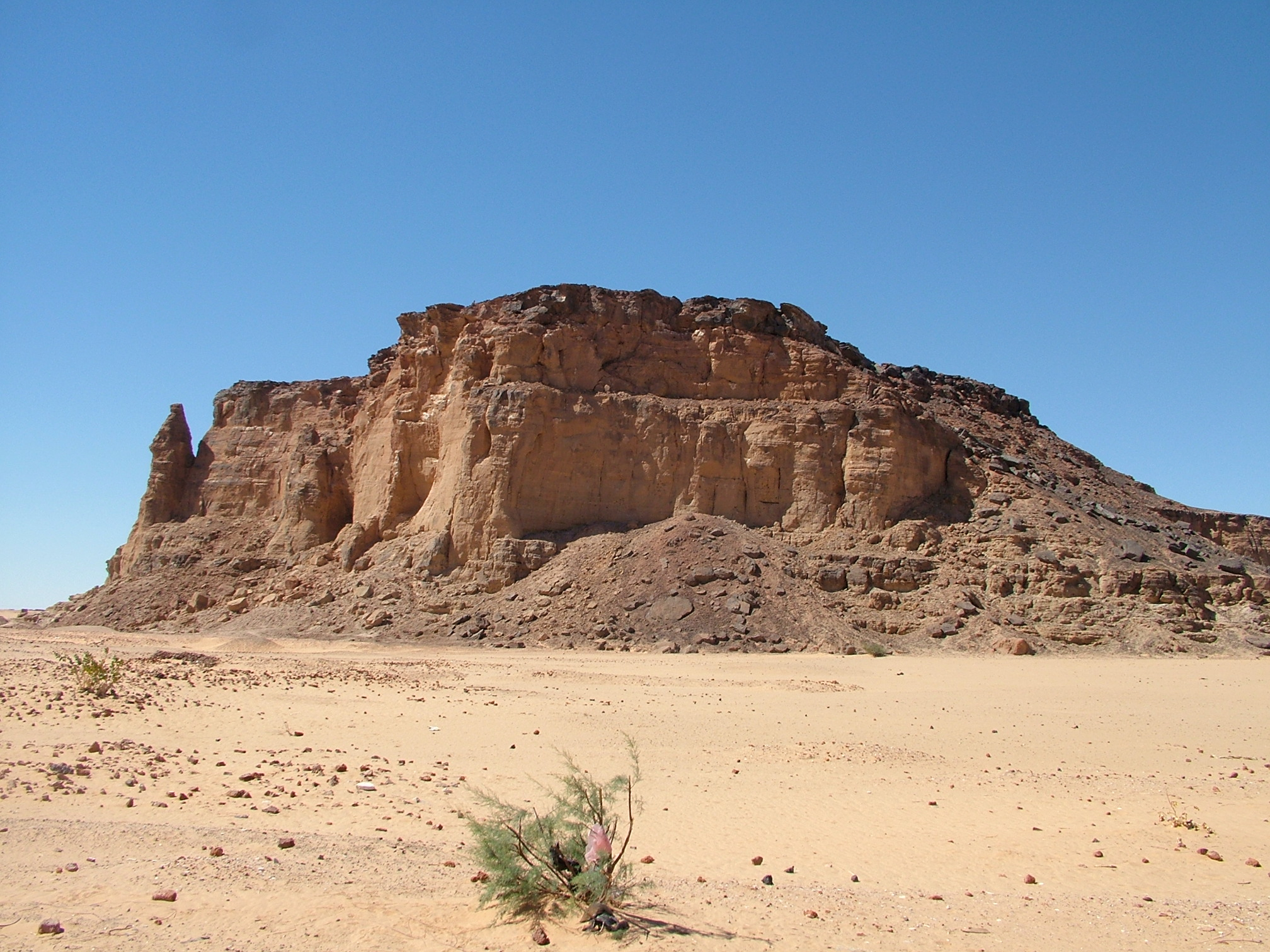
Montanha Jebel Barcal, na Núbia, Patrimônio Mundial da UNESCO

O Sudão está situado no norte da África, com um litoral de 853 km (530 mi) limitando com o Mar Vermelho. Com uma área de 2.505.810 km2 (967.499 sq mi), era o segundo maior país do continente (um status que perdeu para a Argélia quando o Sudão do Sul tornou-se independente em 9 de julho de 2011) e o nono maior do mundo. Os Sudões se localizam principalmente entre as latitudes 3° e 22° N (a Saliente de Wadi Halfa e o contestado Triângulo de Hala'ib estão ao norte do 22°) e longitudes 21° e 39° E.
O terreno geralmente é de planícies, interrompido por várias cadeias de montanhas; no oeste o Jebel Marra é a cordilheira  mais alta; no sul a montanha mais alta é o Monte Kinyeti (3.187 m ou 10.456 pés), perto da fronteira com Uganda; no leste estão as Colinas do Mar Vermelho. 
Os rios Nilo Azul e Nilo Branco se encontram em Cartum para formar o Rio Nilo, que corre para o norte através do Egito até o Mar Mediterrâneo. O curso do Nilo Azul através dos Sudões é de cerca de 800 km (497 milhas) de comprimento e é acompanhado pelos rios Dinder e Rahad entre Senar e Cartum. O Nilo Branco dentro dos Sudões não tem afluentes significativos.
O volume de chuvas aumenta em direção ao sul. No norte há o Deserto da Núbia; no sul, há pântanos e florestas tropicais. A estação chuvosa dos Sudões tem a duração de cerca de três meses (julho a setembro), no norte, e até seis meses (junho a novembro), no sul. As regiões secas são atormentadas por tempestades de areia, conhecidas como haboob, que podem bloquear completamente o sol. Nas áreas semi-desérticas do norte e oeste, as pessoas confiam na pouca chuva para a agricultura de base e muitos são nômades, viajando com seus rebanhos de ovelhas e camelos. Mais perto do Rio Nilo, há fazendas bem irrigadas desenvolvendo culturas de rendimento.
A desertificação é um problema sério nos Sudões. Há também preocupação com a erosão do solo. A expansão agrícola, tanto pública como privada, procedeu sem medidas de conservação. As consequências se manifestam sob a forma de desmatamento, desidratação do solo e redução da fertilidade do solo e do lençol freático.

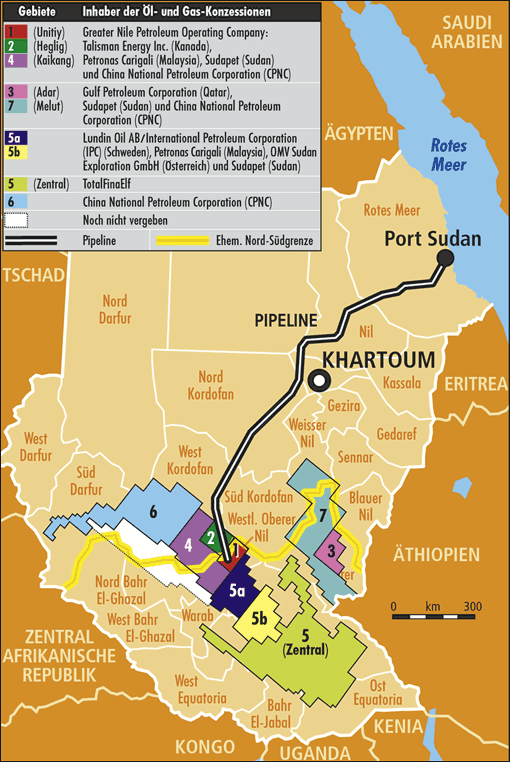
Concessões de petróleo e gás no Sudão - 2004